# Lejb-Gwardyjski Grodzieński Pułk Huzarów

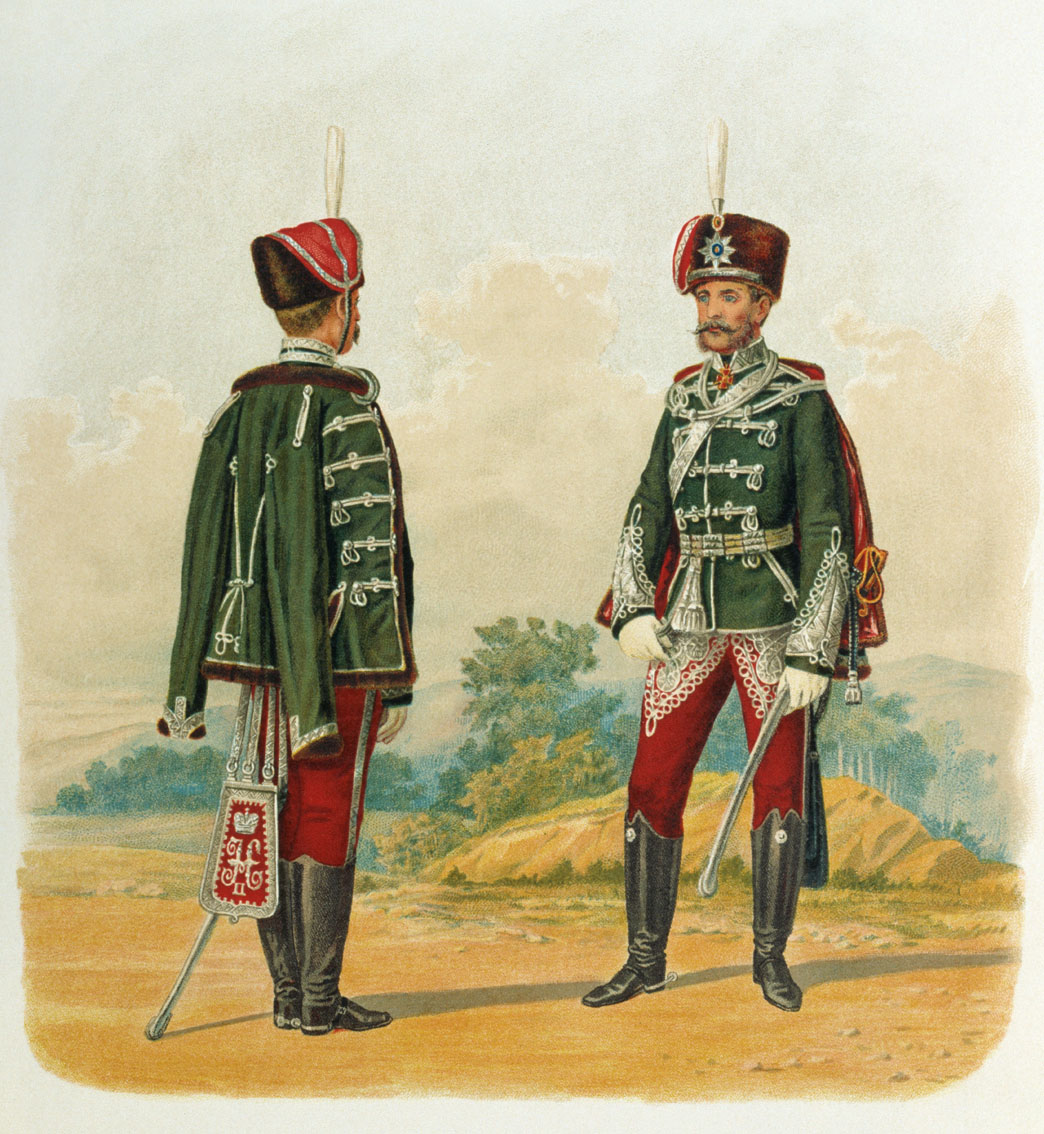
Żołnierze Lejb-Gwardyjskiego Grodzieńskiego pułku puzarów, 1895

Lejb-Gwardyjski Grodzieński Pułk Huzarów (ros. Лейб-гвардии Гродненский гусарский полк) – pułk kawalerii okresu Imperium Rosyjskiego, sformowany 19 lutego 1824 za panowania cara Aleksandra I Romanowa.

## Charakterystyka
Lejb-Gwardyjski Grodzieński Pułk Huzarów brał udział w działaniach zbrojnych okresu I wojny światowej. Został rozformowany w 1918.
Święto pułkowe: 11 lipca. Dyslokacja w 1914: Warszawa, przy obecnej ul. 29 Listopada 1. Cerkwią pułkową od 1903 była cerkiew św. Olgi w Warszawie.
Jeden z budynków dawnych koszar wojskowych na terenie Łazienek Królewskich przy ul. 29 Listopada 5 w Warszawie wzniesiono na przełomie XIX i XX wieku. Po II wojnie światowej budynek dalej użytkowało wojsko, potem stał się własnością komunalną, a następnie trafił do prywatnego inwestora – Polmos Lublin. W 2008 koszary kupiła firma Parkview Terrace, która w październiku 2011 dokonała wyburzenia obiektu.

## Przyporządkowanie 1 stycznia 1914
- 23 Korpus Armijny - (23 АК, 23 армейский корпус), Warszawa
  - Samodzielna Brygada Kawalerii Gwardii - Warszawa
    - Gwardyjski Grodzieński pułk huzarów